# Brescia Calcio 1991-1992
Questa voce raccoglie le informazioni riguardanti il Brescia Calcio nelle competizioni ufficiali della stagione 1991-1992.

## Stagione

Il nuovo tecnico Mircea Lucescu, destinato a diventare tra i protagonisti del Brescia degli anni 1990.

Nella Stagione 1991-1992 al Brescia inizia l'era Gino Corioni, anche se era già azionista di maggioranza dal 1990, il quale resterà alla guida del Brescia fino al 2015. Corioni è fermamente deciso a guardare al calcio dell'est, affidando le rondinelle a Mircea Lucescu, ex bandiera della Dinamo Bucarest e della nazionale rumena con la quale ha collezionato 74 presenze. Lucescu assume la carica di Direttore Tecnico, mentre il ruolo di allenatore viene affidato ad Adelio Moro. Dal mercato arrivano due portieri: Nello Cusin dal Bologna e Antonio Vettore dal Cosenza. In attacco, per fare da spalla a Maurizio Ganz, arriva Giampaolo Saurini dalla Lazio. A centrocampo si è puntato su un uomo d'ordine, capace di dettare ritmi e tempi, individuato in Sergio Domini, anche lui preso dalla Lazio. Dal Bologna arriva pure Marco Schenardi, che Gino Corioni ben conosce, avendolo avuto prima all'Ospitaletto e poi al Bologna. Tutte scelte, queste del mercato biancoazzurro, che si sono dimostrate azzeccate da parte di dirigenti e tecnici, poiché le rondinelle vincono per la seconda volta nella loro storia il campionato cadetto, raccogliendo 49 punti con una buona regolarità, equamente suddivisi (24 nel girone di andata e 25 nel ritorno), facendo ritorno dopo cinque stagioni in Serie A. Tra i calciatori, sono stati grandi protagonisti della promozione delle rondinelle, i due attaccanti biancoazzurri: Maurizio Ganz, che con le sue 19 reti ha vinto anche il titolo di miglior marcatore della Serie cadetta, e Giampaolo Saurini anch'esso in doppia cifra con 11 centri.
Nella Coppa Italia le rondinelle hanno superato il primo turno a spese del Pescara, ma poi vengono eliminate dal torneo dal Milan nel secondo turno, perdendo entrambe le partite.

## Divise e sponsor
Lo sponsor tecnico per la stagione 1991-1992 è Uhlsport, mentre lo sponsor ufficiale è CAB.

## Rosa
| N. |                   | Ruolo | Calciatore          |
| -- | ----------------- | ----- | ------------------- |
|    | Italia (bandiera) | P     | Nello Aldo Cusin    |
|    | Italia (bandiera) | P     | Antonio Vettore     |
|    | Italia (bandiera) | P     | Daniele Ceretti     |
|    | Italia (bandiera) | D     | Daniele Carnasciali |
|    | Italia (bandiera) | D     | Gianni Flamigni     |
|    | Italia (bandiera) | D     | Luca Luzardi        |
|    | Italia (bandiera) | D     | Marco Rossi         |
|    | Italia (bandiera) | D     | Paolo Ziliani       |
|    | Italia (bandiera) | D     | Edoardo Bortolotti  |
|    | Italia (bandiera) | D     | Riccardo Masia      |
|    | Italia (bandiera) | C     | Paolo Bonfadini     |
|    | Italia (bandiera) | C     | Stefano Bonometti   |

| N. |                   | Ruolo | Calciatore            |
| -- | ----------------- | ----- | --------------------- |
|    | Italia (bandiera) | C     | Luciano De Paola      |
|    | Italia (bandiera) | C     | Sergio Domini         |
|    | Italia (bandiera) | C     | Salvatore Giunta      |
|    | Italia (bandiera) | C     | Marco Merlo           |
|    | Italia (bandiera) | C     | Alessandro Quaggiotto |
|    | Italia (bandiera) | C     | Marco Schenardi       |
|    | Italia (bandiera) | C     | Marco Piovanelli      |
|    | Italia (bandiera) | A     | Maurizio Ganz         |
|    | Italia (bandiera) | A     | Francesco Passiatore  |
|    | Italia (bandiera) | A     | Corrado Cortesi       |
|    | Italia (bandiera) | A     | Stefano Preti         |
|    | Italia (bandiera) | A     | Giampaolo Saurini     |

## Risultati

### Serie B

#### Girone di andata
| Arbitro: | Bazzoli (Merano) |

|                |           |           |
| Centofanti 38’ | Marcatori | 68’ Rossi |

| Arbitro: | Boggi (Salerno) |

|             |           |                   |
| Saurini 19’ | Marcatori | 1’, 40’ Alejnikov |

| Padova 15 settembre 1991 3ª giornata | Padova                        | 0 – 0 referto | Brescia | Stadio Silvio Appiani (8 197 spett.)\| Arbitro: \| Quartuccio (Torre Annunziata) \| |
| Arbitro:                             | Quartuccio (Torre Annunziata) |               |         |                                                                                     |

| Arbitro: | Scaramuzza (Mestre) |

|          |           |  |
| Ganz 51’ | Marcatori |  |

| Arbitro: | Boemo (Udine) |

|                           |           |  |
| Saurini 22’ Schenardi 24’ | Marcatori |  |

| Arbitro: | Conocchiari (Macerata) |

|  |           |                 |
|  | Marcatori | 26’, 81’ Giunta |

| Arbitro: | Cinciripini (Ascoli Piceno) |

|            |           |                |
| Giunta 32’ | Marcatori | 35’ Mandorlini |

| Taranto 20 ottobre 1991 8ª giornata | Taranto       | 0 – 0 referto | Brescia | Stadio Erasmo Iacovone (7 859 spett.)\| Arbitro: \| Rosica (Roma) \| |
| Arbitro:                            | Rosica (Roma) |               |         |                                                                      |

| Arbitro: | Arena (Ercolano) |

|                |           |              |
| Carnasciali 4’ | Marcatori | 11’ Compagno |

| Reggio Emilia 3 novembre 1991 10ª giornata | Reggiana           | 0 – 0 referto | Brescia | Stadio comunale Mirabello (8 979 spett.)\| Arbitro: \| Stafoggia (Pesaro) \| |
| Arbitro:                                   | Stafoggia (Pesaro) |               |         |                                                                              |

| Arbitro: | Rodomonti (Teramo) |

|                           |           |                         |
| Domini 3’ Ganz 10’ (rig.) | Marcatori | 40’ Di Stefano 59’ Paci |

| Arbitro: | Collina (Viareggio) |

|           |           |          |
| Gelsi 74’ | Marcatori | 72’ Ganz |

| Arbitro: | De Angelis (Civitavecchia) |

|                   |           |              |
| Domini 38’ (rig.) | Marcatori | 75’ Simonini |

| Arbitro: | Dinelli (Lucca) |

|           |           |                           |
| Urban 16’ | Marcatori | 45’, 85’ Ganz 83’ Luzardi |

| Arbitro: | Mughetti (Cesena) |

|                                          |           |  |
| Saurini 4’ Carnasciali 22’ Ganz 25’, 46’ | Marcatori |  |

| Ancona 15 dicembre 1991 16ª giornata | Ancona           | 0 – 0 referto | Brescia | Stadio Dorico (10 852 spett.)\| Arbitro: \| Lanese (Messina) \| |
| Arbitro:                             | Lanese (Messina) |               |         |                                                                 |

| Arbitro: | Sguizzato (Verona) |

|                      |           |  |
| Di Cintio 16’ (aut.) | Marcatori |  |

| Arbitro: | Beschin (Legnago) |

|                            |           |                      |
| Scarafoni 48’ Ferrante 76’ | Marcatori | 47’ Saurini 62’ Ganz |

| Arbitro: | Trentalange (Torino) |

|              |           |               |
| De Paola 63’ | Marcatori | 47’ Turchetta |

#### Girone di ritorno
| Arbitro: | Merlino (Torre del Greco) |

|                                                     |           |                          |
| Saurini 31’ Ganz 61’ Favo 72’ (aut.) Quaggiotto 80’ | Marcatori | 17’ Paolucci 91’ Lunerti |

| Lecce 2 febbraio 1992 21ª giornata | Lecce               | 0 – 0 referto | Brescia | Stadio Via del Mare (4 528 spett.)\| Arbitro: \| Collina (Viareggio) \| |
| Arbitro:                           | Collina (Viareggio) |               |         |                                                                         |

| Arbitro: | Conocchiari (Macerata) |

|           |           |               |
| Rossi 67’ | Marcatori | 36’ Galderisi |

| Arbitro: | Boemo (Cervignano del Friuli) |

|                               |           |             |
| Detari 12’ Luzardi 18’ (aut.) | Marcatori | 47’ Saurini |

| Arbitro: | Pezzella (Frattamaggiore) |

|                          |           |                      |
| Caruso 84’ Provitali 86’ | Marcatori | 26’ Ganz 54’ Saurini |

| Arbitro: | Scaramuzza (Mestre) |

|             |           |  |
| Saurini 10’ | Marcatori |  |

| Arbitro: | Fucci (Salerno) |

|  |           |                          |
|  | Marcatori | 82’ Giunta 88’ Bonometti |

| Arbitro: | Collina (Viareggio) |

|             |           |            |
| Saurini 65’ | Marcatori | 86’ Fresta |

| Arbitro: | Arena (Ercolano) |

|                                            |           |          |
| Marulla 9’ Biagioni 45’ (rig.) Losacco 88’ | Marcatori | 28’ Ganz |

| Arbitro: | Cesari (Genova) |

|                             |           |               |
| Ganz 27’ (rig.) Luzardi 67’ | Marcatori | 31’ Ravanelli |

| Arbitro: | Lo Bello (Siracusa) |

|           |           |                |
| Russo 65’ | Marcatori | 84’ Passiatore |

| Arbitro: | Felicani (Bologna) |

|                       |           |  |
| Domini 60’ Giunta 62’ | Marcatori |  |

| Arbitro: | Quartuccio (Torre Annunziata) |

|                   |           |             |
| Saurini 1’ (aut.) | Marcatori | 36’ Luzardi |

| Arbitro: | Bettin (Padova) |

|                          |           |  |
| Ganz 71’ Carnasciali 80’ | Marcatori |  |

| Caserta 17 maggio 1992 34ª giornata | Casertana          | 0 – 0 referto | Brescia | Stadio Alberto Pinto (6 912 spett.)\| Arbitro: \| Stafoggia (Pesaro) \| |
| Arbitro:                            | Stafoggia (Pesaro) |               |         |                                                                         |

| Arbitro: | Rosica (Roma) |

|               |           |  |
| Ganz 59’, 94’ | Marcatori |  |

| Arbitro: | Arena (Ercolano) |

|              |           |           |
| De Vitis 75’ | Marcatori | 7’ Giunta |

| Arbitro: | Boggi (Salerno) |

|                           |           |  |
| De Paola 4’ Ganz 60’, 81’ | Marcatori |  |

| Arbitro: | Rodomonti (Teramo) |

|                             |           |                           |
| Lerda 32’ Amarildo 34’, 39’ | Marcatori | 60’, 83’ Ganz 85’ Saurini |

### Coppa Italia

#### Primo turno
| Arbitro: | Boemo (Cervignano del Friuli) |

|                          |           |  |
| Bonometti 7’ Saurini 50’ | Marcatori |  |

| Arbitro: | Merlino (Torre del Greco) |

|             |           |  |
| Allegri 56’ | Marcatori |  |

#### Secondo turno
| Arbitro: | Felicani (Bologna) |

|                                  |           |  |
| Gullit 34’ Van Basten 80’ (rig.) | Marcatori |  |

| Arbitro: | Sguizzato (Verona) |

|                  |           |                                    |
| Passiatore 90+2’ | Marcatori | 43’ F. Galli 49’ (rig.) van Basten |

## Statistiche

### Statistiche di squadra
| Competizione | Punti | In casa | In casa | In casa | In casa | In casa | In casa | In trasferta | In trasferta | In trasferta | In trasferta | In trasferta | In trasferta | Totale | Totale | Totale | Totale | Totale | Totale | DR  |
| Competizione | Punti | G       | V       | N       | P       | Gf      | Gs      | G            | V            | N            | P            | Gf           | Gs           | G      | V      | N      | P      | Gf     | Gs     | DR  |
| ------------ | ----- | ------- | ------- | ------- | ------- | ------- | ------- | ------------ | ------------ | ------------ | ------------ | ------------ | ------------ | ------ | ------ | ------ | ------ | ------ | ------ | --- |
| Serie B      | 49    | 19      | 11      | 7       | 1       | 33      | 13      | 19           | 3            | 14           | 2            | 21           | 18           | 38     | 14     | 21     | 3      | 54     | 31     | +23 |
| Coppa Italia |       | 2       | 1       | 0       | 1       | 3       | 2       | 2            | 0            | 0            | 2            | 0            | 3            | 4      | 1      | 0      | 3      | 3      | 5      | -2  |
| Totale       |       | 21      | 12      | 7       | 2       | 36      | 15      | 21           | 3            | 14           | 4            | 21           | 21           | 42     | 15     | 21     | 6      | 57     | 36     | +21 |

### Statistiche dei giocatori
| Giocatore      | Serie B  | Serie B | Coppa Italia | Coppa Italia | Totale   | Totale |
| Giocatore      | Presenze | Reti    | Presenze     | Reti         | Presenze | Reti   |
| -------------- | -------- | ------- | ------------ | ------------ | -------- | ------ |
| P: Bonfadini   | 3        | 0       | 0            | 0            | 3        | 0      |
| S. Bonometti   | 32       | 1       | 4            | 1            | 36       | 2      |
| E. Bortolotti  | 1        | 0       | 0            | 0            | 1        | 0      |
| D. Carnasciali | 34       | 3       | 3            | 0            | 37       | 3      |
| C. Cortesi     | 2        | 0       | 0            | 0            | 2        | 0      |
| N.A. Cusin     | 31       | -24     | 0            | 0            | 31       | -24    |
| L. De Paola    | 34       | 2       | 3            | 0            | 37       | 2      |
| S. Domini      | 32       | 3       | 4            | 0            | 36       | 3      |
| G. Flamigni    | 24       | 0       | 2            | 0            | 26       | 0      |
| M. Ganz        | 36       | 19      | 4            | 0            | 40       | 19     |
| S. Giunta      | 36       | 6       | 2            | 0            | 38       | 6      |
| L. Luzardi     | 35       | 2       | ?            | -            | 35+      | 2      |
| M. Merlo       | 3        | 0       | 1            | 0            | 4        | 0      |
| F. Passiatore  | 19       | 1       | 4            | 1            | 23       | 2      |
| M. Piovanelli  | 1        | 0       | 0            | 0            | 1        | 0      |
| A. Quaggiotto  | 20       | 1       | 2            | 0            | 22       | 1      |
| M. Rossi       | 34       | 2       | 4            | 0            | 38       | 2      |
| G. Saurini     | 36       | 11      | 4            | 1            | 40       | 12     |
| M. Schenardi   | 34       | 1       | ?            | -            | 34+      | 1      |
| A. Vettore     | 8        | -7      | 4            | -5           | 12       | -12    |
| P. Ziliani     | 28       | 0       | 4            | 0            | 32       | 0      |